# Barrackpur Cantonment
Barrackpur Cantonment là một thị xã quân sự (cantonment) của quận North Twentyfour Parganas thuộc bang Tây Bengal, Ấn Độ.

## Nhân khẩu
Theo điều tra dân số năm 2001 của Ấn Độ, Barrackpur Cantonment có dân số 22.014 người. Phái nam chiếm 55% tổng số dân và phái nữ chiếm 45%. Barrackpur Cantonment có tỷ lệ 80% biết đọc biết viết, cao hơn tỷ lệ trung bình toàn quốc là 59,5%: tỷ lệ cho phái nam là 85%, và tỷ lệ cho phái nữ là 73%. Tại Barrackpur Cantonment, 9% dân số nhỏ hơn 6 tuổi.